# Desmarests hutia
Desmarests hutia (Capromys pilorides), även kallad kubansk hutia, är en art i däggdjursordningen gnagare som tillhör familjen bäverråttor och är endemisk för Kuba.  

## Kännetecken
Djuret har en kraftig kropp med ett proportionellt sett stort huvud med kort nos, kort hals och korta extremiteter. Kroppslängden för fullvuxna djur är upp till 60 centimeter och vikten upp till 9 kilogram. Svansens längd är 14 till 30 centimeter. Pälsen är tjock och varierar i färg från grå till brunaktig eller svart. Dess klor är vassa och böjda och används vid klättring. 

## Utbredning
Desmarests hutia förekommer endast på Kuba och på några av de tillhörande öarna och arkipelagerna, som Isla de la Juventud. Den är vanlig inom större delen av sitt utbredningsområde och betraktas inte som hotad. Populationstrenden för arten anses som stabil, även om en minskning skett i bergen på östra Kuba. I andra områden är djuret dock tvärtom så vanligt att det orsakar skada på odlade grödor.

## Levnadssätt
Denna art är den vanligaste i sin familj och förekommer i många olika habitat, från höglänta, molniga bergskogar till torra kustnära slätter och träskartad mangrove. Födan består huvudsakligen av blad, bark och frukter, men den kan också ta insekter och andra smådjur som exempelvis ödlor. Ofta håller djuren ihop i par om en hane och en hona, men små grupper och enstaka individer som lever ensamma kan också påträffas. Det sociala beteendet hos djuren omfattar ömsesidig pälsvård. Fortplantning kan ske året runt, med en topp i början av sommaren. Dräktigheten varar i 110 till 140 dagar. Honan kan få en till sex ungar per kull, men vanligen föds inte mer än tre stycken. Dessa är mycket välutvecklade, men dias ändå av honan ända upp till fem månaders ålder. Könsmognaden infaller vid 10 månader. Livslängden för djuret är 8 till 10 år.

## Bildgalleri

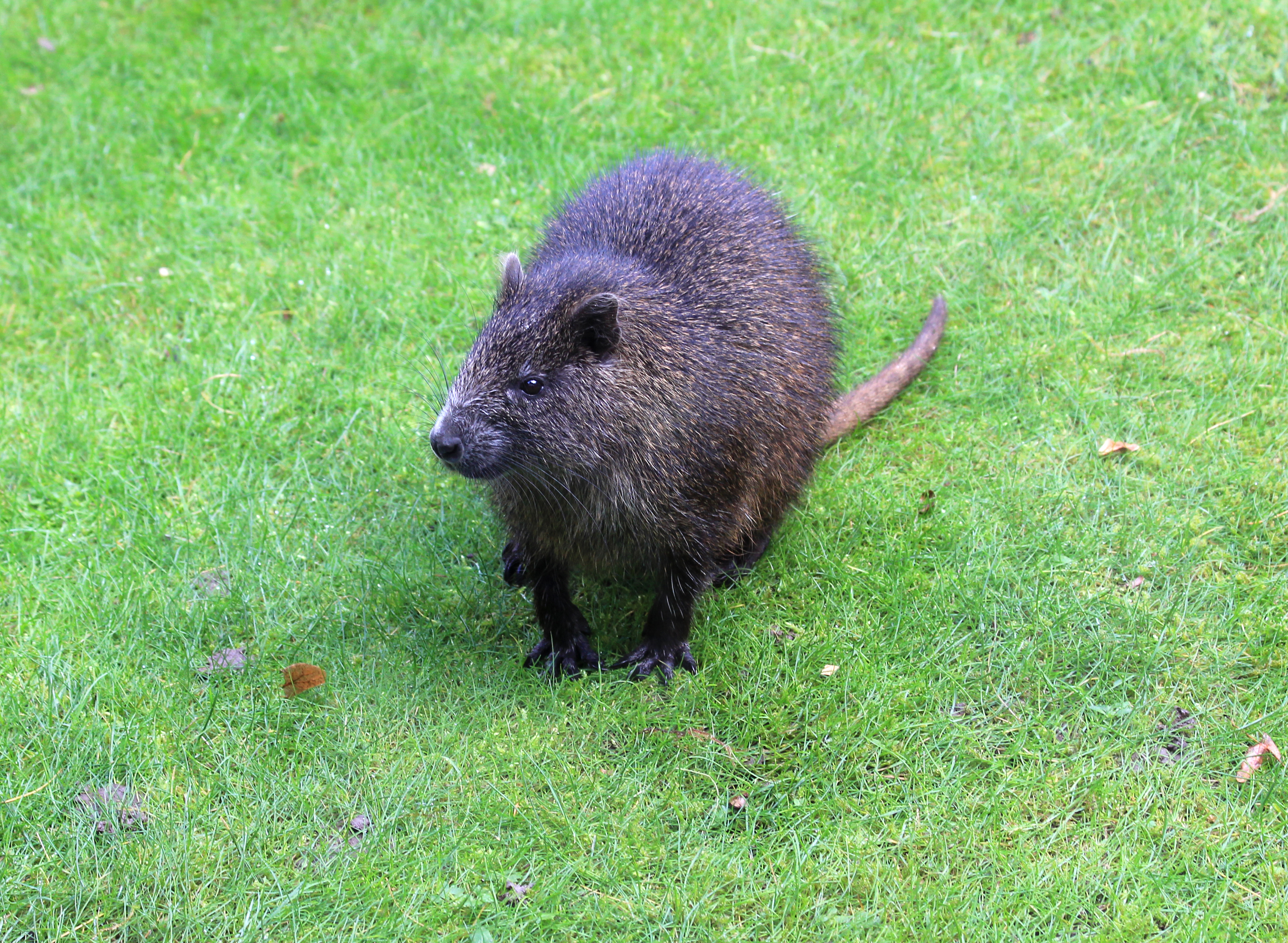
Desmarests hutia, Prags zoo.
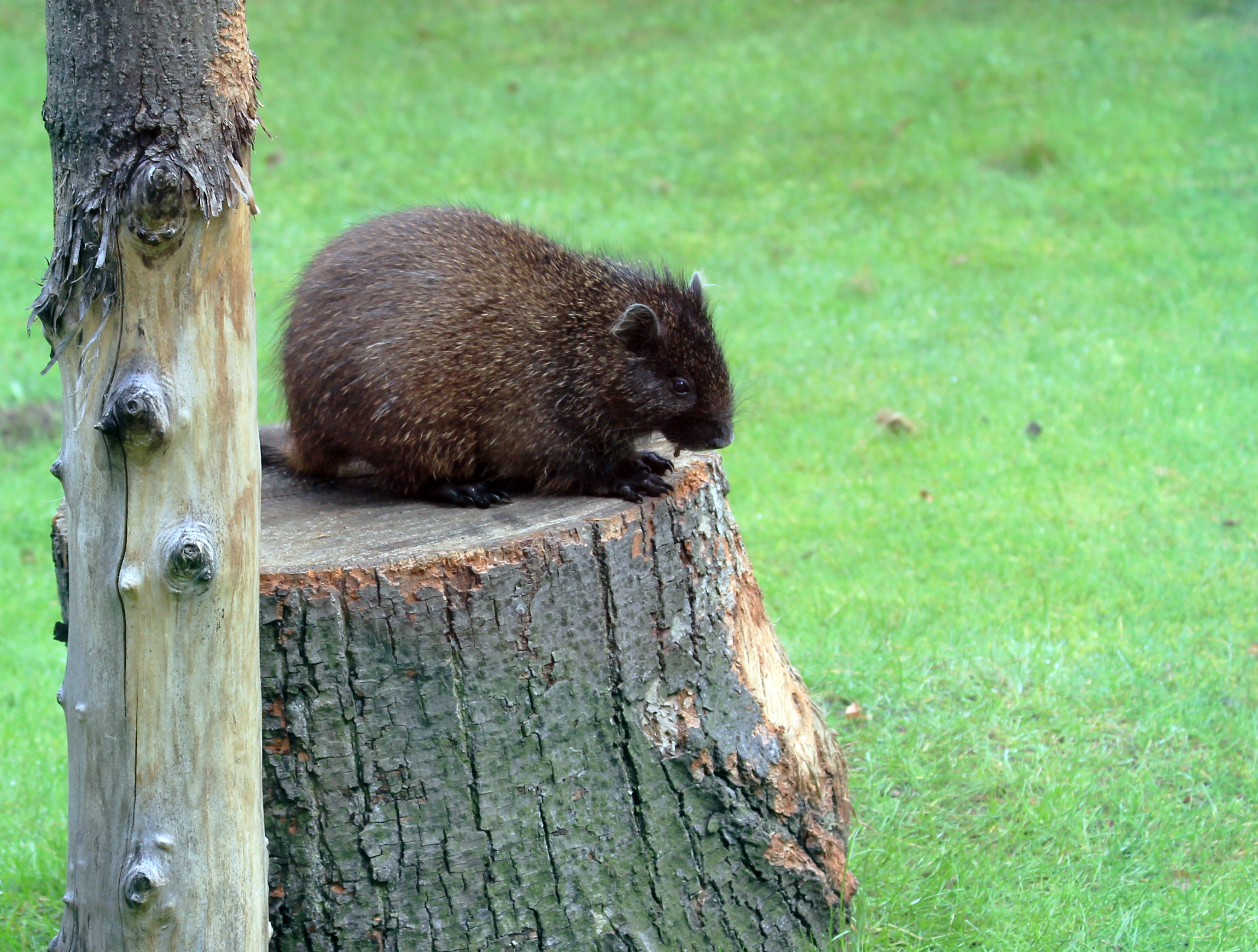
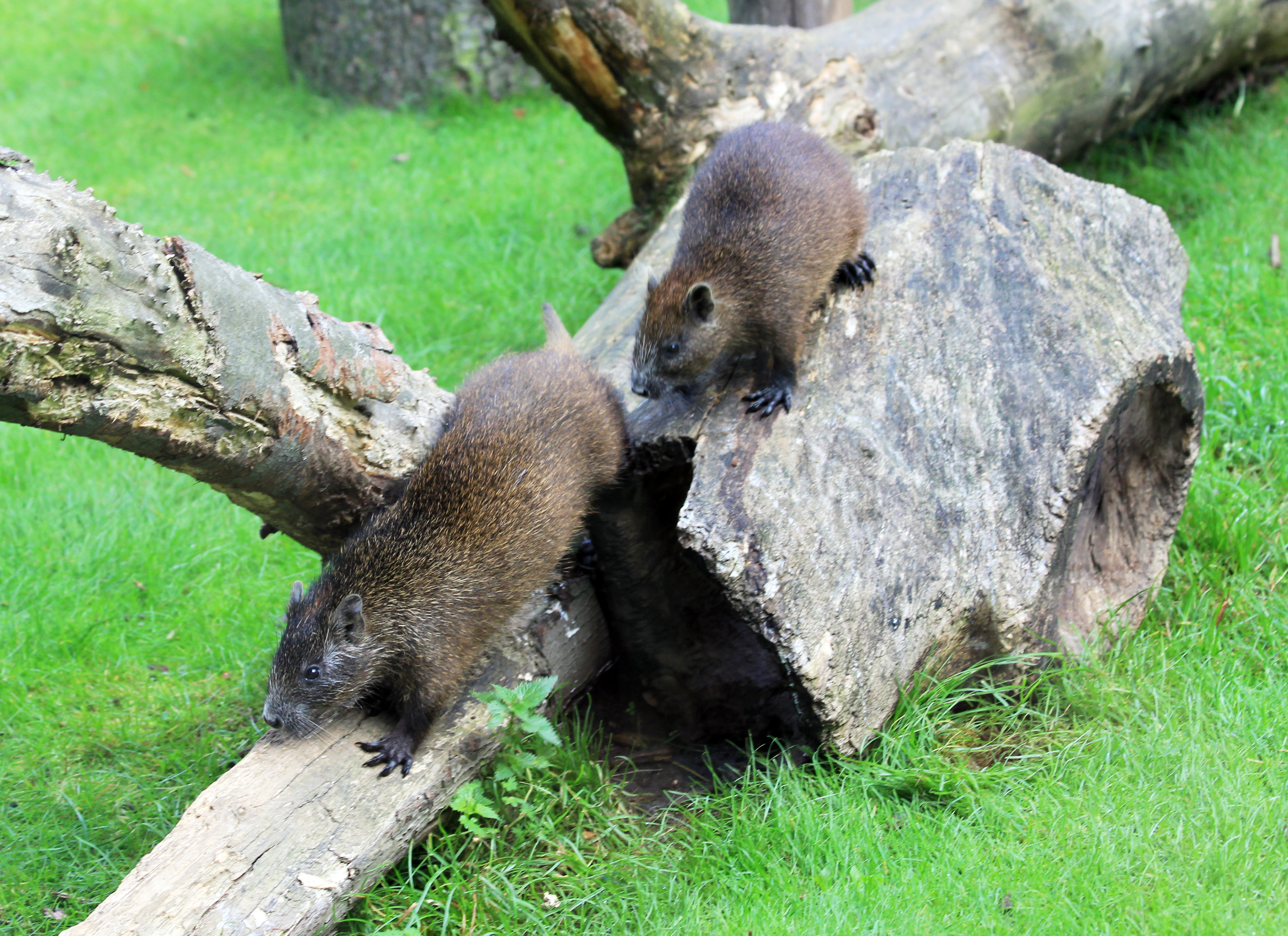
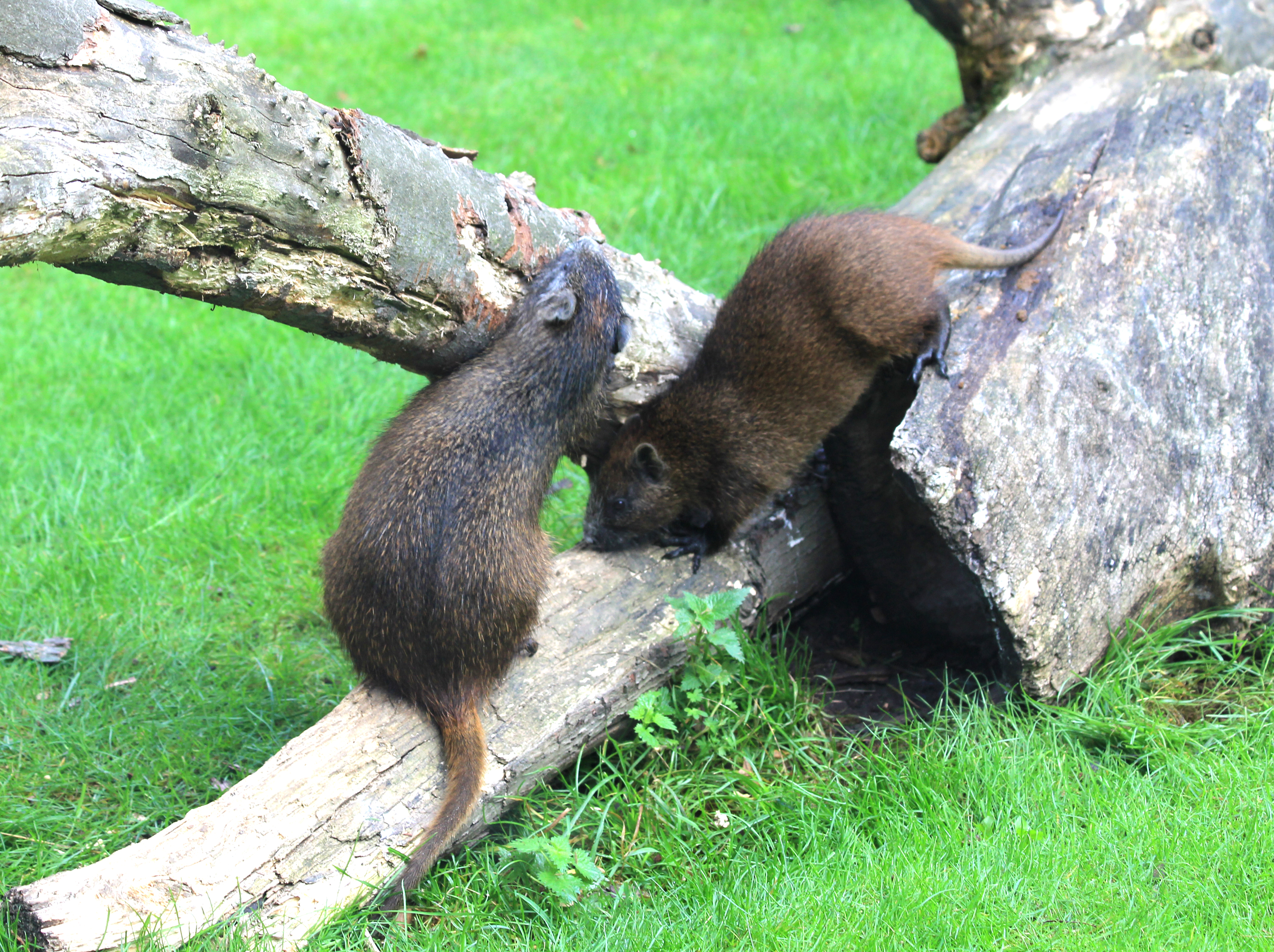
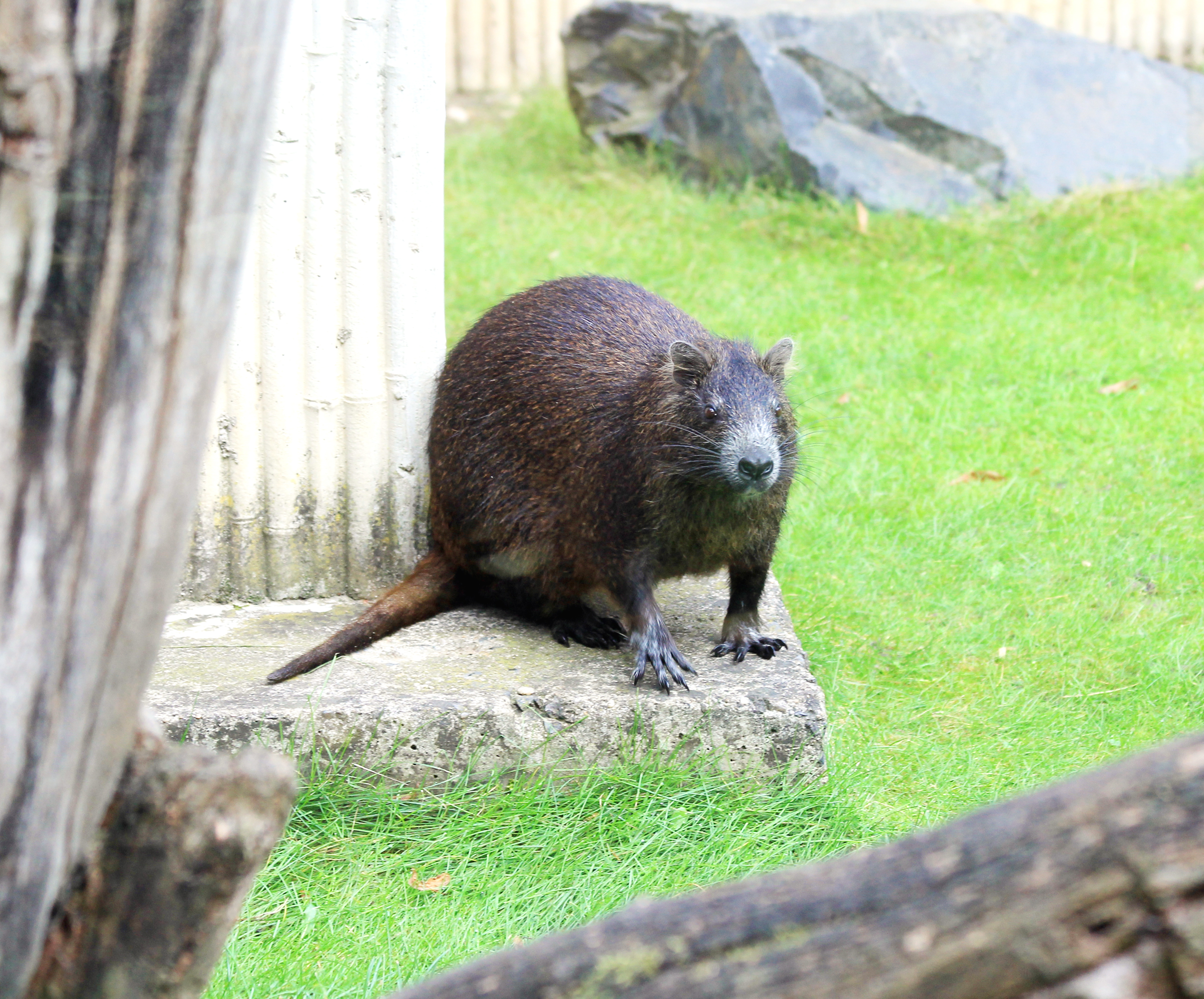
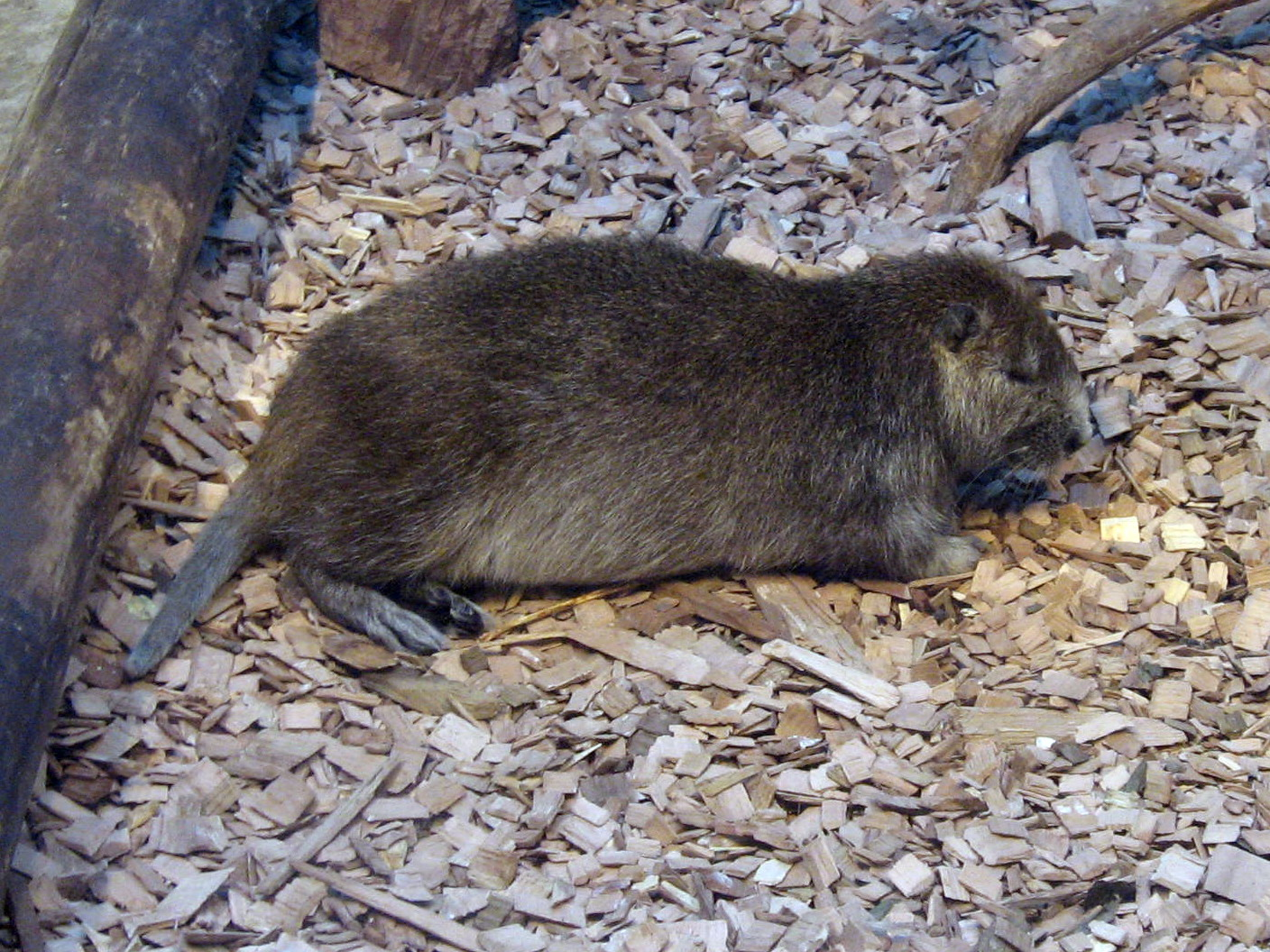